# Nyctophila reichii
La cuca de llum mediterrània (Nyctophila reichii) és una espècie de coleòpter de la família dels lampírids. És una de les cuques de llum més comunes a Catalunya i a la part Mediterrània i sud de la península Ibèrica, on habita en una gran varietat de zones naturals i semi-naturals.

## Història natural
En un estudi realitzat el 2011 fent ús de ciència ciutadana, es va establir que, a la península Ibèrica, els adults només s'observen entre finals de maig i finals de juliol. Les larves d'aquest insecte s'han citat al llarg de tot l'any, tot i que en un nombre menor durant els mesos en què els adults hi són presents. Com els altres membres de la família dels lampírids, N. reichii és capaç d'emetre llum des de l'extrem de l'abdomen a partir d'una reacció química anomenada bioluminescència, que empra com a reclam per al ritual d'aparellament. Existeix un marcat dimorfisme sexual entre la femella i el mascle. Els mascles adults tenen ales membranoses per a volar i èlitres ben desenvolupats que cobreixen tot l'abdomen, mentre les femelles, tenen èlitres molt curts i sense ales membranoses a sota, el que les fa semblants a les larves. Les larves són allargades i negres, amb 10 segments. Aquesta lluerna s'alimenta de gastròpodes, que depreda tant en estadi larvari com en estadi adult. Les larves, després d'entre 6 i 8 mudes pupen sota fullaraca, pedres o trossos d'escorça.

## Distribució
N. reichii viu a Espanya, Portugal, França, Liechtenstein, Sèrbia, Montenegro, Grècia i Turquia, i presenta una distribució notablement disjunta. A la península Ibèrica s'ha observat principalment a la zona mediterrània, el sud i el centre, i és pràcticament absent a la part nord.